# Konstantin Kassimovsky
Konstantin Rodionovich Kasimovsky (en russe: Константин Родионович Касимовский, né 26 mai 1974 à Moscou) est un dirigeant d'extrême droite russe. Ancien membre dirigeant de Pamiat, il a dirigé deux partis, l’Union nationale russe puis le Parti national-socialiste russe, ainsi qu’un groupe moins bien défini appelé Action russe. Il se serait séparé de Pamiat et aurait été convaincu du nazisme après une visite en 1992 en Transnistrie.
Il a d'abord partagé la direction d'UNR avec Aleksei Vdovin, mais en 1997, il a été nommé à la charge exclusive de Vdovin (avant de rejoindre l'Unité nationale russe). Il a également été un proche collaborateur d'Alexandre Prokhanov et, avec lui, a invité David Duke en Russie en 1999.
Kasimovsky a affirmé que l'histoire avait été définie par une lutte constante contre le déclin et que cette lutte avait été menée par divers « ordres », tels que les Chevaliers de la table ronde, le mouvement Opritchnik et les SS, et avait cherché à construire son mouvement. dans le même modèle. Dans ses idées, il a été influencé par l’Ariosophie et est proche de la Neopagan Society of Nav.